# باربرا جاكسون
باربرا جاكسون (بالإنجليزية: Barbara Jackson)‏ هي قاضية ومحامية أمريكية، ولدت في 25 ديسمبر 1961.